# Христофорово
Христофо́рово (рос. Христофорово) — селище у складі Лузького району Кіровської області, Росія. Входить до складу Лузького міського поселення.

## Населення
Населення становить 412 осіб (2010, 843 у 2002, 1296 у 1989, 1963 у 1979, 3171 у 1970, 3438 у 1959).

## Історія
1943 року лісозаготівельне селище отримало статус селища міського типу. До нього була збудована залізниця, по якій вивозили лісоматеріали. 2005 року селище втратило статус міського населеного пункту. До 2012 року селище утворювало окреме Христофоровське сільське поселення.